# Brahim Boutayeb
Moulay Brahim Boutayeb (in arabo مولاي ابراهيم بوطيب‎?; Khemisset, 15 agosto 1967) è un ex mezzofondista marocchino, campione olimpico dei 10 000 metri piani a Seul 1988.

## Biografia
Nato a Khemisset nel 1967, ad inizio carriera Boutayeb si divide tra gare di mezzofondo (specialmente 5 000 m piani) e corsa campestre, specialità in cui ottiene tra l'altro due piazzamenti tra i primi dieci ai Campionati del mondo di corsa campestre nella categoria riservata agli juniores.
Nel 1988 ottiene la medaglia d'oro ai Giochi olimpici di Seul sulla distanza dei 10 000 m piani, specialità in cui non era considerato tra i favoriti della vigilia. Con il tempo di 27'21"46 stabilisce il nuovo record olimpico, precedendo sulla linea d'arrivo l'italiano Salvatore Antibo ed il keniota Kipkemboi Kimeli.
Dopo i Giochi olimpici Boutayeb decide di concentrarsi nuovamente sulle distanze inferiori ai 10 000 m, vincendo l'oro sui 5 000 m ai Giochi del Mediterraneo del 1991 ad Atene, e conquistando la medaglia di bronzo, sempre sui 5 000 m, ai Campionati del mondo dello stesso anno organizzati a Tokyo.
Nel 1992 partecipa alla sua seconda Olimpiade, classificandosi al quarto posto sui 5 000 m, a pochi decimi dal vincitore, il tedesco Dieter Baumann. L'anno successivo partecipa al suo ultimo mondiale, a Stoccarda, non andando però oltre le batterie di qualificazione dei 5 000 m.
Successivamente si ritira dall'atletica leggera, preferendo dedicarsi alla sua nuova passione sportiva, il rally.

## Palmarès
| Anno | Manifestazione          | Sede       | Evento         | Risultato | Prestazione | Note            |
| ---- | ----------------------- | ---------- | -------------- | --------- | ----------- | --------------- |
| 1985 | Mondiali di cross       | Lisbona    | Corsa juniores | 10º       | 23'19"      |                 |
| 1986 | Mondiali di cross       | Neuchâtel  | Corsa juniores | 7º        | 23'09"      |                 |
| 1986 | Mondiali juniores       | Atene      | 5 000 m piani  | 4º        | 13'57"48    |                 |
| 1987 | Mondiali                | Roma       | 5 000 m piani  | Batteria  | 13'32"73    |                 |
| 1988 | Giochi olimpici         | Seul       | 10 000 m piani | Oro       | 27'21"46    | Record olimpico |
| 1991 | Giochi del Mediterraneo | Atene      | 5 000 m piani  | Oro       | 13'29"64    |                 |
| 1991 | Mondiali                | Tokyo      | 5 000 m piani  | Bronzo    | 13'22"70    |                 |
| 1992 | Mondiali di cross       | Boston     | Corsa seniores | 56º       | 38'31"      |                 |
| 1992 | Giochi olimpici         | Barcellona | 5 000 m piani  | 4º        | 13'13"27    |                 |
| 1993 | Mondiali                | Stoccarda  | 5 000 m piani  | Batteria  | 13'42"30    |                 |

## Altre competizioni internazionali
1990
- Oro alla Grand Prix Final ( Atene), 5000 m piani - 13'30"54
- Oro al Chiba International Cross Country ( Chiba) - 34'04"

1991
- Argento alla Grand Prix Final ( Barcellona), 5000 m piani - 13'22"99

1992
- Oro alla Grand Prix Final ( Torino), 5000 m piani - 13'45"42

1994
- Bronzo alla 20 km di Parigi ( Parigi) - 58'37"

1995
- Argento al Trofeo Sant'Agata ( Catania)